# Dejima

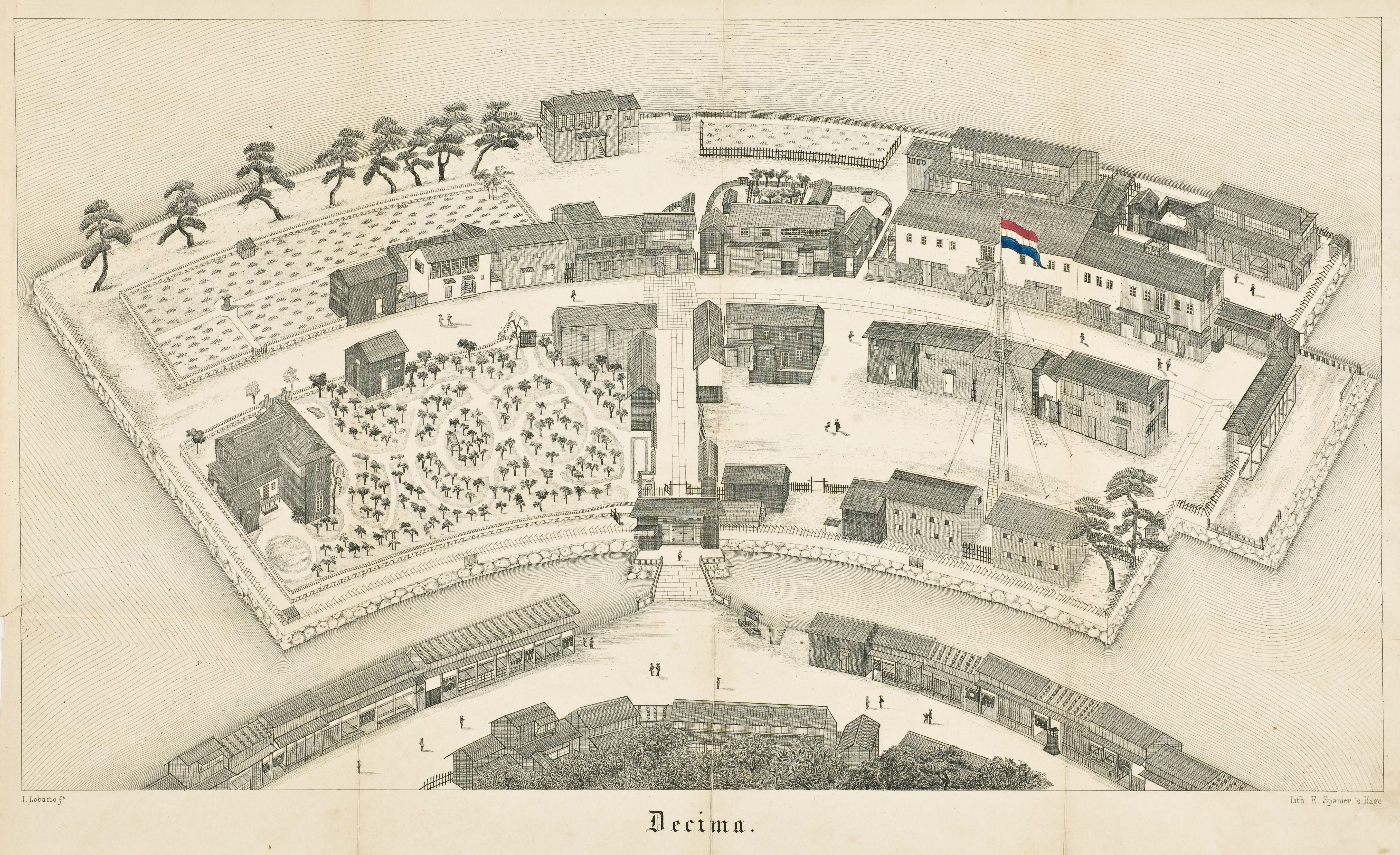
Litograf av Dejima, 1852

Dejima (även Deshima eller Decima) var en konstgjord ö utanför Nagasaki. Den anlades under 1630-talet och låg på stadens sydsida. Dejima var ursprungligen avsedd till handelsstation för portugiserna, men övergick år 1641 till holländarna, som fram till 1854 endast bedrev handel med Japan från denna ö. Efter ombyggnationen av Nagasakis hamn under 1800-talet är ön en del av fastlandet.